# 메시에 56

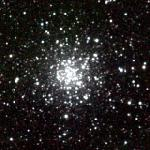
메시에 56

메시에 56(NGC 6779)는 거문고자리에 있는 구상 성단이다. 1779년 1월 23일 샤를 메시에가 발견하여 메시에 천체 목록에 추가하였다.
M 56는 지구에서 32,900 광년 떨어져 있으며, 겉보기 등급은 +8.3등급이다. 시직경은 8.8분으로 반경이 약 42 광년이다. M 56에서 가장 밝은 항성은 +13등급이다.

## 같이 보기
- 메시에 천체 목록